# Литомержице (район)
Райо́н Ли́томержице (чеш. okres Litoměřice) — один из семи районов Устецкого края Чешской Республики. Административный центр — город Литомержице. Площадь — 1 032,16 кв. км., население составляет 117 582 человек. В районе насчитывается 105 муниципалитетов, из которых одиннадцать — города.

## География
Расположен на северо-востоке края. Граничит с районами Лоуни, Теплице, Усти-над-Лабем и Дечин Устецкого края; Ческа-Липа Либерецкого края; Мельник и Кладно Среднечешского края.

## Города и население
Данные на 2009 год:
| Город                | Население |
| -------------------- | --------- |
| Литомержице          | 25 325    |
| Роуднице-над-Лабем   | 13 602    |
| Штети                | 9 718     |
| Ловосице             | 9 149     |
| Либоховице           | 3 696     |
| Терезин              | 3 122     |
| Уштек                | 2 985     |
| Богушовице-над-Огржи | 2 622     |
| Будине-над-Огржи     | 2 132     |
| Тршебенице           | 1 872     |
| Гоштка               | 1 642     |

| Всего           | Женщин           | Мужчин           |
| --------------- | ---------------- | ---------------- |
| 121 898 (100 %) | 60 910 (49,97 %) | 60 988 (50,03 %) |

Средняя плотность — 118 чел./км²; 62,24 % населения живёт в городах.